# Hospital de Bermeo
El Hospital de Bermeo es un hospital psiquiátrico que se encuentra en la localidad costera de Bermeo, (Vizcaya) España. Depende del Servicio Vasco de Salud. Está situado en el barrio de la Atalaya.
El Centro de Salud de Bermeo se encuentra desde el 2 de mayo de 2009 en la parte baja del edificio.

## Historia
Fue construido el 10 de octubre de 1900 en Bermeo.
- Datos: Q2839587